# Dichromiany

Odczynnik Cornfortha (dichromian pirydyniowy) – silny utleniacz stosowany w chemii organicznej

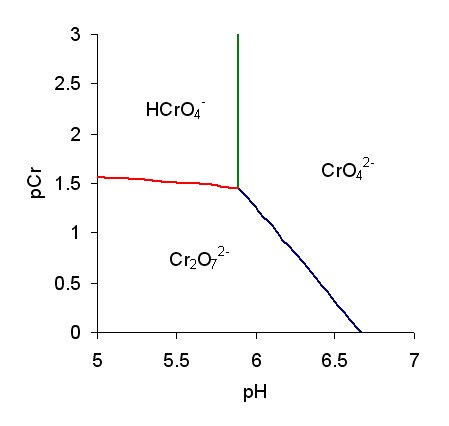
Obszary dominacji jonów chromianowych w zależności od pH i stężenia

Dichromiany, MI2Cr2O7 – grupa związków chemicznych, sole kwasu dichromowego (H2Cr2O7). 
W temperaturze pokojowej są to substancje krystaliczne o zabarwieniu ciemnopomarańczowym. W środowisku alkalicznym przechodzą w chromiany (sole kwasu chromowego, H2CrO4). Zakwaszenie powoduje odtworzenie jonu dichromianowego.
Nazewnictwo
- nazwy systematyczne (addytywne): 
  - heptaoksydodichromiany(2−) Cr2O2−7
  - μ-oksydo-bis(trioksydo)chromiany(2−) O3CrOCrO2−3
- nazwa tradycyjna: dichromiany (daw. dwuchromiany)
- nazwa Stocka: dichromiany(VI)

Przykłady
- dichromian potasu
- dichromian sodu
- dichromian amonu
- dichromian pirydyniowy (odczynnik Cornfortha)